# HOLLOW HUNGER
『HOLLOW HUNGER』（ホロウ・ハンガー）は、OxTの12作目のシングル。2022年7月27日にKADOKAWAより発売された。

## 概要
前作『Everlasting Dream』から約2年ぶりにリリースされ、KADOKAWAからのシングルリリースは、『Silent Solitude』以来約4年ぶりとなった。
表題曲は、テレビアニメ『オーバーロードIV』のオープニングテーマとして書き下ろされた。
アニメOP、 TVアニメ「オーバーロードⅣ」ノンクレジットOP映像【OxT「HOLLOW HUNGER」】を2022年7月13日にKADOKAWAanimeチャンネルにて公開された。公開して1日にて50万再生を迎えた。

## チャート成績
主に配信での売上が好調でオリコン週間デジタルシングルチャートでは9thシングル『UNION』以来の2位を記録した。

## 収録曲
| #         | タイトル                                                              | 作詞      | 作曲               | 編曲                | 時間  |
| --------- | --------------------------------------------------------------------- | --------- | ------------------ | ------------------- | ----- |
| 1.        | 「HOLLOW HUNGER」(テレビアニメ『オーバーロードIV』オープニングテーマ) | hotaru    | 大石昌良、Tom-H@ck | eba、OxT            | 3:43  |
| 2.        | 「CHAOS PHANTASM」                                                    | hotaru    | Tom-H@ck           | Tom-H@ck、KanadeYUK | 3:11  |
| 3.        | 「HOLLOW HUNGER」(Instrumental)                                       |           |                    |                     | 3:43  |
| 4.        | 「CHAOS PHANTASM」(Instrumental)                                      |           |                    |                     | 3:10  |
| 合計時間: | 合計時間:                                                             | 合計時間: | 合計時間:          | 合計時間:           | 13:47 |